# João Amorim
João Filipe Amorim Gomes (Ribeirão, 26 luglio 1992) è un calciatore portoghese, difensore del Leixões.

## Caratteristiche tecniche
È un terzino destro.

## Palmarès

### Club

#### Competizioni nazionali
- Taça de Portugal: 1

Vitória Guimarães: 2012-2013